# زردپره نیزار ژاپنی
زردپره نیزار ژاپنی (نام علمی: Emberiza yessoensis) نام یک گونه از سرده زردپره‌های معمولی است.